# ヴェーレタール
ヴェーレタール (ドイツ語: Wehretal) は、ドイツ連邦共和国ヘッセン州ヴェラ＝マイスナー郡に属す町村（以下、本項では便宜上「町」と記述する）である。

## 地理

### 位置
ヴェーレタールは、北ヘッセンの大都市カッセルの南東約 50 km に位置している。この町は、北のエシュヴェーゲと南のゾントラの間に位置している。
北部には、町名の元となったヴェーレ川に沿った土地がある。この川はエシュヴェーゲ近郊でヴェラ川に注ぐ。東にはシュリーアバッハスヴァルト、南東はリングガウ、南西はシュトルツィンガー山地、西はホーアー・マイスナーがそびえる。

### 隣接する市町村
ヴェーレタールは、北は郡庁所在都市エシュヴェーゲ、東はヴァイセンボルン、南はリングガウとゾントラ、西はヴァルトカペル、北西はマイスナーと境を接する。

### 自治体の構成
ヴェーレタールは、5つの地区からなる。
- ライヒェンザクセン
- ランゲンハイン
- ホーエンアイヒェ
- エトマンスハウゼン
- フィーアバッハ

## 歴史
1577年、ホーエンアイヒェで、ミスゲブルト・フォン・ホーエンアイヒェとして知られる子供が生まれた。ルネサンスの芸術家ディートマール・メルルアンはこの子供の木造を製作した。
面積 3,920 haの自治体ヴェーレタールは、1971年と1972年にホーエンアイヒェ、ランゲンハイン、フィーアバッハと行政中心地のエトマンスハウゼンが合併して成立した。地域再編に伴い成立したこの新しい町は「ヴェーレタール」と名付けられた。ヴェーレタールは、ヴェラ＝マイスナー郡の他の市町村とは対照的に人口が増加している自治体である。

## 行政

### 議会
ヴェーレタールの町議会は、27 議席からなる。

### 首長
ティモ・フリードリヒ (SPD) は2018年10月28日の選挙で勝利し、町長に就任した。

### 姉妹都市
- ベルー＝アン＝ウルム（フランス語版、英語版）、ラ・フェリエール＝オー＝エタン（フランス語版、英語版）、ラ・クロンシュ（フランス語版、英語版）、セール＝ラ＝ヴェルリ（フランス語版、英語版）（フランス、オルヌ県）1993年
- Gánt（ハンガリー、フェイェール県）2007年

## 文化と見所

### 祭
ライヒェンザクセン地区では夏に郷土・ヴィヒテル祭（ヴィヒテルは、イタズラ好きの小鬼のこと）が伝統的に開催されており、2012年に第60回を迎える。5日間の祝祭行事のハイライトは、土曜の夜にスポーツ広場で開催されるダンスの他、日曜日の大パレードである。パレードにはライヒェンザクセンやその他の地区からの演奏者が参加して音楽隊が伴奏する。どの音楽隊もパレードの他に、多くの観客の前で演奏する機会がある。月曜日は朝からテントの中で伝統的な朝食パーティーが行われる。地元の人達はここに集まり、一緒に朝食を食べ、祝福する。期日は、普通は6月の第3週末であるが、2012年は例外的に6月第1週に開催されることになっている。

## 交通
この町は、連邦道 B7号線（カッセル - アイゼナハ）、連邦道 B27号線（ゲッティンゲン - バート・ヘルスフェルト）、連邦道 B452号線（エシュヴェーゲ - ヴェーレタール）を経由してヴェラ＝マイスナー郡内と往来できる。また、旧南北線の一部である鉄道ゲッティンゲン - ベーブラ線沿いの駅（ヴェーレタール＝ライヒェンザクセン）がある。

## 引用
1. ↑  Hessisches Statistisches Landesamt: Bevölkerung in Hessen am 31.12.2023 (Landkreise, kreisfreie Städte und Gemeinden, Einwohnerzahlen auf Grundlage des Zensus 2011)]